# ولف‌پک (تاکتیک دریایی)

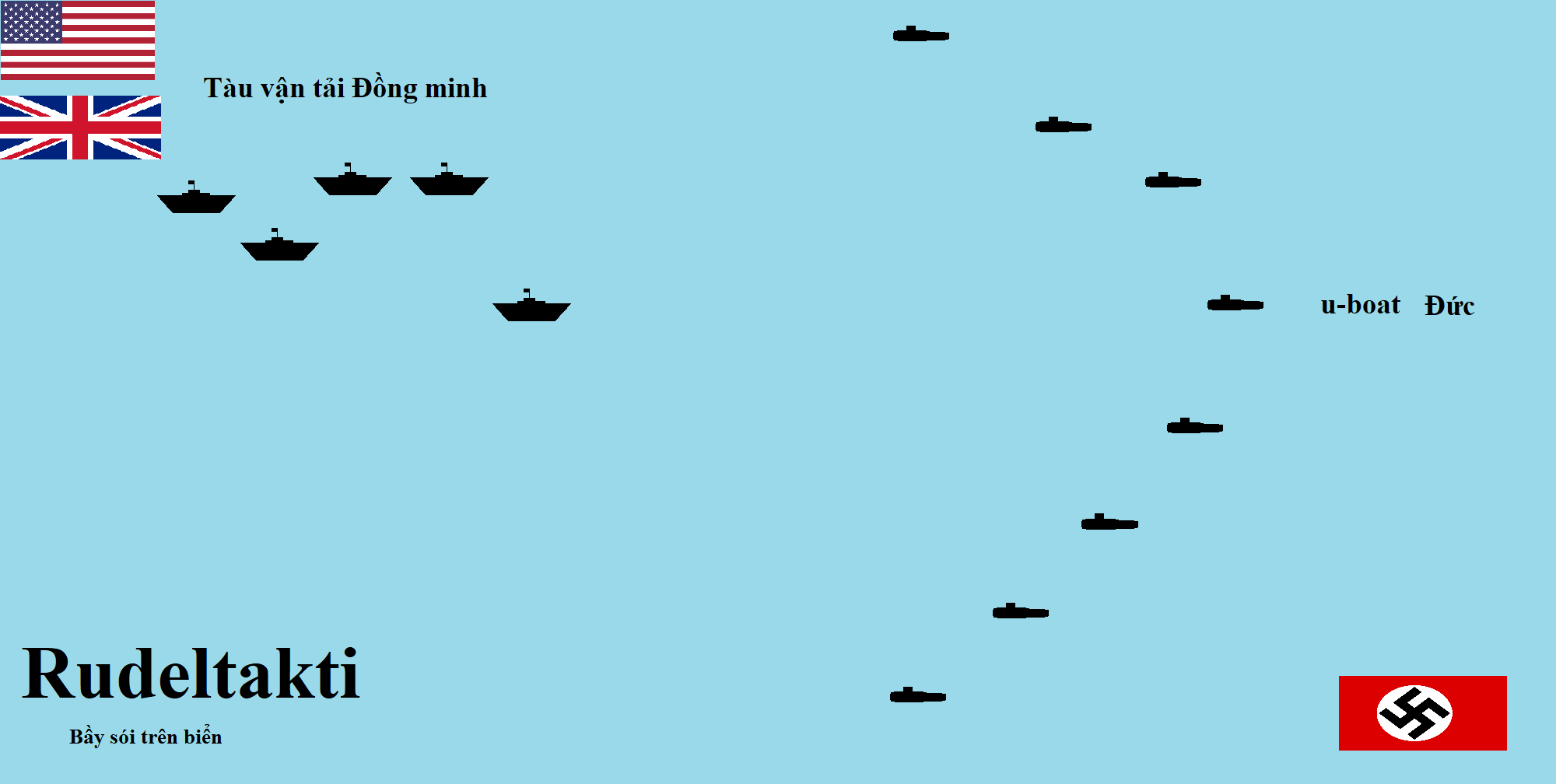
نمایی از یک‌نوع ولف‌پک از قایق‌های دریایی آلمان نازی، که برای نبرد با کشتی‌های متفقین، صف کشیده‌اند.

ولف‌پک (Kriegsmarine) یک تاکتیک حمله کاروانی بود که در جنگ جهانی دوم به کار گرفته شد. اساساً توسط او-بوت‌های کریگسمارینه در طول نبرد اقیانوس اطلس و توسط زیردریایی‌های نیروی دریایی ایالات متحده آمریکا در نبرد اقیانوس اطلس (۱۹۳۹–۱۹۴۵) مورد استفاده قرار گرفت. ایده حمله هماهنگ زیردریایی به کاروان‌ها در طول جنگ جهانی اول مطرح شده بود اما موفقیت‌آمیز نبود. در اقیانوس اطلس در طول جنگ جهانی دوم، آلمانی‌ها موفقیت‌های قابل توجهی با حملات ولف‌پک‌های خود داشتند، اما در نهایت توسط متفقین شکست خوردند. در جنگ اقیانوس آرام، نیروی زیردریایی آمریکایی توانست نیروی دریایی تجاری ژاپن را ویران کند، اگرچه این تنها به دلیل تاکتیک ولف‌پک نبود. با تغییر نقش زیردریایی و نادر شدن کاروان‌ها، دسته‌های ولف‌پک در طول جنگ سرد از کار افتادند.